# Verytoon
Verytoon est une plateforme de publication de webtoons française créée par les éditions Delcourt. Elle est lancée le 25 janvier 2021 et ferme le 31 juillet 2023. Avant sa fermeture, elle dispose d'un catalogue d'une centaine de bandes dessinées, majoritairement d'origine coréenne.

## Historique
Le 25 janvier 2021, Delcourt lance Verytoon, sa plateforme de diffusion de webtoons accessible sur ordinateurs et smartphones. Pour sa sortie, une vingtaine d'œuvres d'origine coréenne, chinoise et japonaise sont disponibles, dont notamment le populaire Solo Leveling. En parallèle, l'éditeur lance KBooks, un label destiné à la publication au format papier des œuvres les plus populaires de la plateforme. La plateforme est conçue par l'entreprise française Allskreen.
En octobre 2021, une cinquantaine de titre sont disponibles sur la plateforme. La série Solo Leveling a rencontré un très grand succès, avec plus de 100 000 tomes vendus.
En octobre 2022, Luc Bourcier, ancien du secteur du jeu vidéo ayant notamment lancé la marque Sega en France, alors directeur général d'Izneo depuis janvier 2016, est nommé au poste de poste de Directeur Général délégué Numérique du groupe Delcourt. L'objectif du groupe est ainsi de renforcer sa plateforme Verytoon dans un secteur évoluant rapidement,
En juin 2023, les utilisateurs de la plateforme apprennent par le biais d'un bandeau placé en haut du site web la fermeture de la plateforme pour le 31 juillet 2023. Face à la concurrence de Naver, mais également l'apparition de nouveaux acteurs dans le secteur comme Piccoma, la plateforme ne parvient pas à être rentable. En deux ans, les prix d'adaptations d'œuvres coréennes ont été multipliés par quatre ou cinq. La plateforme dispose alors d'un catalogue d'un peu plus d'une centaine de séries et Solo Leveling, son titre phare, a atteint 1,2 million d'exemplaires papier vendus.

## Modèle économique
Chaque webtoon est séparé en chapitres paraissant de manière hebdomadaire. Les trois premiers sont gratuits tandis que les suivants sont payants. Les achats se font à l'épisode par le biais d'une monnaie virtuelle : les « coins ». Un épisode est vendu au prix de trois coins, soit l'équivalent d'environ trente centimes.